# 孫延在
孫 延在（ソン・ヨンジェ、Son Yeon Jae、손연재 ）（1994年5月28日 - ）は、韓国・ソウル特別市出身の新体操選手。身長165cm。通称「国民の姪」、「体操界のキム・ヨナ」。

## 人物
本貫は密陽孫氏。IBスポーツに所属。2013年延世大学校在学中で英語、日本語、ロシア語を話すことができる。

## 経歴
2010年アジア競技大会において個人総合で銅メダルを獲得、2012年4月、ワールドカップロシア大会にて種目別決勝のフープで銅メダルを獲得している。韓国人選手として初めてW杯シリーズでメダルを獲得した。また、個人総合でも自己最高の6位に入った。
2012年のロンドンオリンピックでは個人総合の予選を6位で突破し、韓国人選手として初めて同種目で決勝進出を果たした。しかし決勝では2種目終了時点で3位につけるも、3種目目のクラブでのキャッチミスが響き、総合5位に終わった。新体操においては歴代アジア選手記録の中で最高の順位だった。
2013年の世界新体操選手権では個人総合で5位入賞、翌年の同大会では4位に入賞した。地元韓国で開催された2014年アジア競技大会では、韓国人選手として初めて金メダルを獲得した。2015年の世界選手権では11位に沈むも、翌年のリオデジャネイロオリンピックの出場権は獲得。リオ五輪では個人総合成績4位に入った。

2016年
リオデジャネイロオリンピック新体操に出場
個人総合4位ソン・ヨンジェ「金メダルより貴重」
。

2022年08月21日
一般男性と結婚
。
2023年08月22日
妊娠をテレビ番組で報告「幸せな時間を過ごしている」
。